# Cantonul Guerville
Cantonul Guerville este un canton din arondismentul Mantes-la-Jolie, departamentul Yvelines, regiunea Île-de-France , Franța.

## Comune
- Andelu
- Arnouville-lès-Mantes
- Auffreville-Brasseuil
- Boinville-en-Mantois
- Boinvilliers
- Breuil-Bois-Robert
- Épône
- La Falaise
- Flacourt
- Goussonville
- Guerville (reședință)
- Hargeville
- Jumeauville
- Mézières-sur-Seine
- Rosay
- Soindres
- Vert
- Villette